# آناتاسیا والریونا زویوا
آناتاسیا والریونا زویوا (به انگلیسی: Anastasia Valeryevna Zuyeva) (زادهٔ ۸ مهٔ ۱۹۹۰) شناگر اهل روسیه است.